# IBM System R
System R är en databashanterare utvecklad som forskningsprojekt vid IBM Almaden Research Center (vilket hette IBM San Jose Research vid tiden) under 1970-talet. System R var nyskapande då det var den första implementationen av Structured Query Language (SQL) vilket sedan dess blivit standardspråket för relationsdatabaser. System R var också den första databashanteraren som påvisade att relationsdatabaser kunde erhålla bra prestanda vid transaktionshantering. Designbeslut samt valet av grundläggande algoritmer i System R har påverkat många relationsdatabaser sedan dess.
Den första kunden att implementera System R var Pratt & Whitney

## Publikationer (i urval)
- Dines Bjørner, E. F. Codd, Kenneth L. Deckert, Irving L. Traiger The Gamma-0 n-ary Relational Data Base Interface Specifications of Objects and Operations IBM Research Report RJ1200: (1973)
- Raymond F. Boyce, Donald D. Chamberlin Using a Structured English Query Language as a Data Definition Facility IBM Research Report RJ1318: (1973)
- Donald D. Chamberlin, Raymond F. Boyce SEQUEL: A Structured English Query Language SIGMOD Workshop, Vol. 1 1974 sid 249-264